# M/S Tinker Bell
För andra betydelser, se Peter Pan (olika betydelser).
M/S Tinker Bell, tidigare M/S Peter Pan är ett svenskflaggat passagerarfartyg från TT-Line, som trafikerar rutterna Trelleborg–Travemünde Trelleborg–Rostock. Fartyget levererades i oktober 2001 med minimala skillnader jämfört med systerskeppet M/S Akka och har sin hemmahamn i Trelleborg.
Inför sommarsäsongen  2018 förlängdes fartyget med 30 meter för att ge plats för fler fordon.
Fartyget namnändrades 2023 i samband med att TT-Line tog i bruk ett nybyggt ropax-fartyg, vilket övertog namnet M/S Peter Pan.